# Hans Kehr
Hans Kehr (ur. jako Johannes Otto Kehr 27 kwietnia 1862 w Erfurcie, zm. 20 maja 1916 w Berlinie) – niemiecki chirurg, profesor chirurgii w Halberstadt i Berlinie. Był synem pisarza Carla Kehra (1830-1885) i młodszym bratem Paula Fridolina Kehra (1860-1940), wieloletniego przewodniczącego Monumenta Germaniae Historica.
Studiował w Jenie uzyskując doktorat w 1884. W 1888 kontynuował naukę w Wiedniu pod kierunkiem Christiana Alberta Theodora Billrotha, a następnie w Berlinie. W tym samym roku rozpoczął praktykę chirurgiczną w Halberstadt, gdzie założył prywatną klinikę chirurgiczną. W 1910 został mianowany Tajnym Radcą Naukowym i przeniósł się do Berlina. Pamiętany jest za rozwój technik operacyjnych pęcherzyka żółciowego i dróg żółciowych, jest też upamiętniony w eponimicznej nazwie objawu Kehra, towarzyszącego pęknięciu śledziony, i popularnego do dziś, T-kształtnego drenu Kehra. Zmarł na posocznicę w wyniku urazu palca podczas operacji.

## Wybrane prace
- Die chirurgische Behandlung der Gallensteinkrankheit, Berlin 1896
- Die in meiner Klinik geübte Technik der Gallensteinoperationen, Monachium 1905
- Die Praxis der Gallenwege-Chirurgie in Wort und Bild, 2 Bände, Monachium 1913
- Chirurgie der Gallenwege, Stuttgart 1913